# Волковская волость (Дмитровский уезд)
Во́лковская во́лость — упразднённая административно-территориальная единица, входившая в состав 1-го стана Дмитровского уезда Орловской губернии до 1927 года. 
Административными центрами волости в разное время были село Волково и деревня Гремячье (1920-е годы).

## География
Располагалась на востоке уезда. Граничила на востоке с Кромским уездом.

## История
Волковская волость была образована ещё до крестьянской реформы 1861 года для управления экономическими (казёнными) крестьянами и однодворцами, проживавшими в селениях на востоке и юго-востоке Дмитровского уезда. Казённые крестьяне Волковской волости были объединены в 2 сельских общества — Волковское (с. Волково, с. Ажово, д. Брусовец, д. Клёсово, с. Крупышино, д. Рясник) и Лужковское (с. Лужки, с. Андросово, д. Гремячье, д. Зорино, д. Коровино, д. Курбакино, с. Макарово, д. Пасерково). В ходе крестьянской реформы 1861 года границы и состав волости были значительно изменены.
К 1890 году к Волковской волости была присоединена часть упразднённой Площанской волости. В начале XX века ходе Столыпинской агарной реформы на территории волости образовалось наибольшее в Дмитровском уезде количество посёлков и хуторов.
В марте 1919 года на территории волости вспыхнуло антисоветское восстание, впоследствии подавленное. В 1920-е годы неоднократно укрупнялась за счёт территории соседних волостей. 14 февраля 1923 года к Волковской волости была присоединена Большебобровская волость. По состоянию на 1926 год в состав Волковской волости входило 7 сельсоветов и 73 населённых пункта. Упразднена в связи с укрупнением волостей в октябре 1927 года путём присоединения к Долбенкинской волости.
В настоящее время территория волости входит в состав Железногорского района Курской области.

## Населённые пункты
В 1877 году в состав волости входило 7 населенных пунктов:
| № | Населённый пункт | Тип населённого пункта |
| - | ---------------- | ---------------------- |
| 1 | Волково          | село, администр. центр |
| 2 | Андреевка        | деревня                |
| 3 | Лужки            | село                   |
| 4 | Панино           | деревня                |
| 5 | Пасерково        | деревня                |
| 6 | Рясник           | деревня                |
| 7 | Толбузево        | деревня                |

## Сельсоветы
С установлением советской власти после 1917 года на территории волости стали образовываться сельсоветы. По состоянию на 1926 год в составе укрупнённой Волковской волости было 73 населённых пункта, объединённых в 7 сельсоветов:
| № | Сельсовет    | Административный центр |
| - | ------------ | ---------------------- |
| 1 | Волковский   | с. Волково             |
| 2 | Городновский | д. Городное            |
| 3 | Гремяченский | д. Гремячье            |
| 4 | Копёнский    | сц. Копёнки            |
| 5 | Лужковский   | с. Лужки               |
| 6 | Макаровский  | с. Андросово           |
| 7 | Плосковский  | с. Плоское             |